# محطة بيرير ليفالوا
بيرير ليفالوا (بالفرنسية: Pereire–Levallois station) هي محطة في نظام السكك الحديدية السريعة في ضواحي باريس. تقع في الدائرة السابعة عشرة في باريس، وكانت جزءًا من سكة حديد بيتيت سينتشر.